# Never, Neverland
Never, Neverland is het tweede album van Annihilator. Het verscheen in 1990. Het is het enige album waar vocalist Coburn Pharr op zingt.

## Nummers
1. "The Fun Palace"
2. "Road to Ruin"
3. "Sixes and Sevens"
4. "Stonewall"
5. "Never, Neverland"
6. "Imperiled Eyes"
7. "Kraf Dinner"
8. "Phantasmagoria"
9. "Reduced to Ash"
10. "I Am in Command"

## Muzikanten
- Jeff Waters: gitaar
- Coburn Pharr: zang
- David Scott Davis: gitaar
- Wayne Darley: bass
- Ray Hartmann: drums

## Trivia
- Nadat Coburn Pharr de groep verliet, werd hij een succesvol ingenieur en manager in de plasticindustrie.